# Udamopyga atripenis
Udamopyga atripenis är en tvåvingeart som beskrevs av Guilherme A.M.Lopes 1988. Udamopyga atripenis ingår i släktet Udamopyga och familjen köttflugor.
Artens utbredningsområde är Ecuador. Inga underarter finns listade i Catalogue of Life.